# ФК Партизан сезона 2016/17.
ФК Партизан сезона 2016/17. обухвата све резултате и остале информације везане за наступ Партизана у сезони 2016/17.
У овој сезони ФК Партизан је сакупио 35 победа, 6 пута је било нерешено и 4 пораза.

## Играчи

### Тренутни састав
Од 1. фебруара 2017.
| Бр. |         | Позиција | Играч               |
| --- | ------- | -------- | ------------------- |
| 3   | Камерун | Н        | Леандре Тавамба     |
| 4   | Србија  | О        | Мирослав Вулићевић  |
| 5   | Србија  | О        | Страхиња Бошњак     |
| 7   | Србија  | С        | Немања Михајловић   |
| 9   | Србија  | Н        | Душан Влаховић      |
| 11  | Србија  | С        | Петар Ђуричковић    |
| 12  | Србија  | Г        | Филип Кљајић        |
| 13  | Либија  | О        | Мохамед Ел Монир    |
| 14  | Србија  | О        | Мирослав Богосавац  |
| 17  | Србија  | С        | Саша Марјановић     |
| 19  | Србија  | С        | Урош Дамњановић     |
| 21  | Србија  | С        | Марко Јевтовић      |
| 22  | Србија  | С        | Саша Илић (капитен) |
| 23  | Србија  | О        | Бојан Остојић       |

| Бр. |           | Позиција | Играч                   |
| --- | --------- | -------- | ----------------------- |
| 25  | Бразил    | С        | Евертон Луиз            |
| 26  | Србија    | О        | Немања Милетић          |
| 27  | Црна Гора | С        | Небојша Косовић         |
| 29  | Србија    | С        | Милан Радин             |
| 31  | Србија    | О        | Никола Миленковић       |
| 32  | Србија    | Н        | Урош Ђурђевић           |
| 42  | Бразил    | С        | Леонардо да Силва Соуза |
| 61  | Србија    | Г        | Марко Јовичић           |
| 70  | Србија    | Н        | Сава Петров             |
| 85  | Србија    | Г        | Немања Стевановић       |
| 86  | Бугарска  | Н        | Валери Божинов          |
| 91  | Србија    | С        | Ален Стевановић         |
| 95  | Црна Гора | С        | Марко Јанковић          |
| 99  | Србија    | Н        | Ђорђе Јовановић         |

### Стрелци
| Место | Позиција | Националност | Име и презиме     | Суперлига | Куп Србије | Европа | Укупно |
| ----- | -------- | ------------ | ----------------- | --------- | ---------- | ------ | ------ |
| 1     | Нападач  | Србија       | Урош Ђурђевић     | 24        | 4          | 0      | 28     |
| 2     | Крило    | Бразил       | Леонардо          | 24        | 2          | 0      | 26     |
| 3     | Нападач  | Бугарска     | Валери Божинов    | 5         | 2          | 0      | 7      |
| 4     | Крило    | Црна Гора    | Марко Јанковић    | 4         | 0          | 0      | 4      |
| 5     | Везни    | Црна Гора    | Небојша Косовић   | 3         | 0          | 0      | 3      |
| 5     | Штопер   | Србија       | Никола Миленковић | 2         | 1          | 0      | 3      |
| 7     | Крило    | Србија       | Мирослав Радовић  | 2         | 0          | 0      | 2      |
| 7     | Крило    | Србија       | Немања Михајловић | 2         | 0          | 0      | 2      |
| 7     | Крило    | Србија       | Ален Стевановић   | 2         | 0          | 0      | 2      |
| 7     | Крило    | Србија       | Петар Ђуричковић  | 2         | 0          | 0      | 2      |
| 7     | Нападач  | Камерун      | Леандре Тавамба   | 2         | 0          | 0      | 2      |
| 7     | Везни    | Србија       | Марко Јевтовић    | 2         | 0          | 0      | 2      |
| 13    | Бек      | Србија       | Немања Милетић    | 1         | 0          | 0      | 1      |
| 13    | Штопер   | Србија       | Бојан Остојић     | 1         | 0          | 0      | 1      |
| 13    | Везни    | Бразил       | Евертон Луиз      | 1         | 0          | 0      | 1      |
| 13    | Нашадач  | Србија       | Никола Ђурђић     | 1         | 0          | 0      | 1      |
|       |          |              | Укупно            | 81        | 9          | 0      | 90     |

## Трансфери

### Дошли
| Датум              | Позиција | Име и презиме     | Претходни клуб | Извор  |
| ------------------ | -------- | ----------------- | -------------- | ------ |
| 2. јун 2016.       | Везни    | Петар Ђуричковић  | Раднички Ниш   | [ 1 ]  |
| 3. јун 2016.       | Везни    | Милан Радин       | Вождовац       | [ 2 ]  |
| 3. јун 2016.       | Леви бек | Немања Милетић    | Јавор          | [ 3 ]  |
| 7. јун 2016.       | Везни    | Саша Марјановић   | Раднички Ниш   | [ 4 ]  |
| 8. јун 2016.       | Везни    | Јован Нишић       | Телеоптик      | [ 5 ]  |
| 8. јун 2016.       | Крило    | Урош Дамњановић   | Синђелић       | [ 6 ]  |
| 15. јун 2016.      | Крило    | Мирослав Радовић  | Олимпија       | [ 7 ]  |
| 15. јун 2016.      | Крило    | Марко Јанковић    | Олимпијакос    | [ 8 ]  |
| 21. јун 2016.      | Нападач  | Никола Ђурђић     | Аугзбург       | [ 9 ]  |
| 1. јул 2016.       | Штопер   | Бојан Остојић     | Чукарички      | [ 10 ] |
| 8. јул 2016.       | Крило    | Леонардо          | Анжи Махачкала | [ 11 ] |
| 29. јул 2016.      | Голман   | Немања Стевановић | Чукарички      | [ 12 ] |
| 22. август 2016.   | Нападач  | Урош Ђурђевић     | Палермо        | [ 13 ] |
| 31. август 2016.   | Нападач  | Сава Петров       | Телеоптик      | [ 14 ] |
| 24. новембар 2016. | Штопер   | Страхиња Бошњак   | Телеоптик      | [ 15 ] |
| 26. новембар 2016. | Нападач  | Леандре Тавамба   | Каират         | [ 16 ] |
| 16. јануар 2017.   | Леви бек | Мохамед Ел Монир  | Динамо Минск   | [ 17 ] |

### Отишли
| Датум             | Позиција           | Име и презиме      | Одлази у          | Извор         |
| ----------------- | ------------------ | ------------------ | ----------------- | ------------- |
| 9. јун 2016.      | Леви бек           | Никола Лековић     | Напредак Крушевац | [ 18 ]        |
| 10. јун 2016.     | Голман             | Живко Живковић     | Шкода Ксанти      | [ 19 ]        |
| 10. јун 2016.     | Крило              | Андрија Живковић   | Бенфика           | [ 5 ] [ 20 ]  |
| 16. јун 2016.     | Везни              | Вељко Бирманчевић  | Телеоптик         | [ 21 ]        |
| 18. јун 2016.     | Штопер             | Марко Јовановић    | Бнеи Јахуда       | [ 5 ] [ 22 ]  |
| 23. јун 2016.     | Везни              | Немања Главчић     | Спартак Суботица  | [ 23 ]        |
| 25. јун 2016.     | Нападач            | Исмаел Беко Фофана | Чукарички         | [ 24 ] [ 25 ] |
| 8. јул 2016.      | Леви бек           | Немања Петровић    | Чавес             | [ 26 ]        |
| 19. јул 2016.     | Десни бек          | Иван Бандаловски   |                   | [ 27 ]        |
| 19. јул 2016.     | Везни              | Саша Лукић         | Торино            | [ 28 ]        |
| 27. јул 2016.     | Леви бек           | Александар Субић   | Слобода Тузла     | [ 12 ]        |
| 17. август 2016.  | Десни бек / Штопер | Миладин Стевановић | Кајзериспор       | [ 29 ]        |
| 19. август 2016.  | Крило              | Марко Голубовић    | Синђелић          | [ 30 ]        |
| 25. август 2016.  | Везни              | Дарко Брашанац     | Реал Бетис        | [ 31 ]        |
| 30. август 2016.  | Крило              | Мирослав Радовић   | Легија Варшава    | [ 32 ]        |
| 31. август 2016.  | Голман             | Бојан Шаранов      | Карабаг           | [ 33 ]        |
| 16. јануар 2017.  | Штопер             | Грегор Балажиц     | Урал              | [ 34 ]        |
| 24. јануар 2017.  | Штопер             | Седрик Гогуа       | Актобе            | [ 35 ]        |
| 31. јануар 2017.  | Нападач            | Никола Ђурђић      | Рандерс           | [ 36 ]        |
| 17. фебруар 2017. | Нападач            | Валери Божинов     | Меижоу Хака       | [ 37 ]        |
| 17. фебруар 2017. | Леви бек           | Мирослав Богосавац | Чукарички         | [ 38 ]        |
| 26. фебруар 2017. | Везни              | Урош Дамњановић    | Слован Братислава | [ 39 ]        |
| 6. март 2017.     | Штопер             | Милош Остојић      | БАТЕ Борисов      | [ 40 ]        |

## Резултати

### Табела и статистика
|  | М | Клуб              | Одиг. | Поб. | Нер. | Пор. | ГД | ГП | ГР  | Бод. |
|  | - | ----------------- | ----- | ---- | ---- | ---- | -- | -- | --- | ---- |
|  | 1 | Партизан          | 37    | 30   | 4    | 3    | 78 | 22 | +56 | 55   |
|  | 2 | Црвена звезда     | 37    | 30   | 4    | 3    | 93 | 33 | +60 | 52   |
|  | 3 | Војводина         | 37    | 22   | 6    | 9    | 58 | 31 | +27 | 43   |
|  | 4 | Младост Лучани    | 37    | 18   | 6    | 13   | 46 | 44 | +2  | 36   |
|  | 5 | Раднички Ниш      | 37    | 15   | 9    | 13   | 47 | 46 | +1  | 32   |
|  | 6 | Напредак Крушевац | 37    | 16   | 8    | 13   | 44 | 36 | +8  | 30   |
|  | 7 | Вождовац          | 37    | 14   | 6    | 17   | 41 | 51 | -10 | 27   |
|  | 8 | Јавор Матис       | 37    | 11   | 10   | 16   | 34 | 50 | -16 | 22   |

Легенда:
| Датум               | Место                   | Гледалаца | Противник      | Резултат       | Стрелци за Партизан                                             | Такмичење                    |
| 14. јул 2016.       | Београд, Србија         | 15.870    | Заглебје Лубин | 0:0            |                                                                 | Квалификације за лигу Европе |
| 21. јул 2016.       | Лубин, Пољска           | 11.279    | Заглебје Лубин | 0:0 (3:4 пен.) |                                                                 | Квалификације за лигу Европе |
| 24. јул 2016.       | Нови Сад, Србија        | 5.000     | Бачка          | 0:0            |                                                                 | Суперлига                    |
| 31. јул 2016.       | Крушевац, Србија        | 7.000     | Напредак       | 1:2            | Божинов (87. пен.)                                              | Суперлига                    |
| 7. август 2016.     | Београд, Србија         | 7.000     | Војводина      | 1:3            | Божинов (64.)                                                   | Суперлига                    |
| 10. август 2016.    | Ивањица, Србија         | 2.000     | Јавор Матис    | 2:0            | Радовић (13.) Михајловић (71. пен.)                             | Суперлига                    |
| 14. август 2016.    | Београд, Србија         | 4.126     | Чукарички      | 1:0            | Божинов (26.)                                                   | Суперлига                    |
| 20. август 2016.    | Нови Сад, Србија        | 4.000     | Спартак        | 1:2            | Леонардо (79.)                                                  | Суперлига                    |
| 27. август 2016.    | Београд, Србија         | 4.000     | Рад            | 4:0            | Божинов (3.) Миленковић (23.) Леонардо (48.) Радовић (79.)      | Суперлига                    |
| 11. септембар 2016. | Чачак, Србија           | 6.000     | Борац          | 2:0            | Милетић (38.) Михајловић (40.)                                  | Суперлига                    |
| 17. септембар 2016. | Београд, Србија         | 25.000    | Црвена звезда  | 1:0            | Леонардо (89.)                                                  | Суперлига                    |
| 21. септембар 2016. | Београд, Србија         | 3.000     | Напредак       | 3:1            | Ђурђевић (19, 36.) Леонардо (26.)                               | Куп Србије                   |
| 25. септембар 2016. | Горњи Милановац, Србија | 3.000     | Металац        | 1:0            | Леонардо (61.)                                                  | Суперлига                    |
| 2. октобар 2016.    | Београд, Србија         | 3.000     | Младост        | 3:1            | Леонардо (45.) Ђурђевић (60.) Божинов (67.)                     | Суперлига                    |
| 15. октобар 2016.   | Београд, Србија         | 1.200     | Вождовац       | 3:0            | Леонардо (23.) Остојић (55.) Евертон (73.)                      | Суперлига                    |
| 22. октобар 2016.   | Београд, Србија         | 3.000     | Раднички Ниш   | 1:1            | Ђурђић (48.)                                                    | Суперлига                    |
| 25. октобар 2016.   | Београд, Србија         | 1.500     | Жарково        | 2:0            | Божинов (48, 71.)                                               | Куп Србије                   |
| 29. октобар 2016.   | Сурдулица, Србија       | 2.000     | Радник         | 3:1            | Ђурђевић (10, 76.) Леонардо (11.)                               | Суперлига                    |
| 6. новембар 2016.   | Београд, Србија         | 2.500     | Нови Пазар     | 4:0            | Јанковић (25.) Стевановић (37.) Ђурђевић (55.) Ђуричковић (84.) | Суперлига                    |
| 19. новембар 2016.  | Београд, Србија         | 2.000     | Бачка          | 1:0            | Ђурђевић (78.)                                                  | Суперлига                    |
| 25. новембар 2016.  | Београд, Србија         | 3.000     | Напредак       | 3:2            | Леонардо (45+2, 55. пен.) Стевановић (84.)                      | Суперлига                    |
| 30. новембар 2016.  | Нови Сад, Србија        | 5.000     | Војводина      | 0:0            |                                                                 | Суперлига                    |
| 4. децембар 2016.   | Београд, Србија         | 2.000     | Јавор Матис    | 2:0            | Ђурђевић (31.) Леонардо (47.)                                   | Суперлига                    |
| 11. децембар 2016.  | Београд, Србија         | 3.000     | Чукарички      | 3:1            | Ђурђевић (1, 50, 61.)                                           | Суперлига                    |
| 15. децембар 2016.  | Београд, Србија         | 1.500     | Спартак        | 2:0            | Леонардо (54, 63.)                                              | Суперлига                    |
| 19. фебруар 2017.   | Београд, Србија         | 2.000     | Рад            | 1:0            | Ђурђевић (55.)                                                  | Суперлига                    |
| 25. фебруар 2017.   | Београд, Србија         | 3.000     | Борац          | 2:1            | Косовић (26.) Леонардо (34. пен.)                               | Суперлига                    |
| 4. март 2017.       | Београд, Србија         | 41.132    | Црвена звезда  | 1:1            | Ђурђевић (88.)                                                  | Суперлига                    |
| 8. март 2017.       | Београд, Србија         | 2.000     | Металац        | 3:0            | Тавамба (43.) Ђурђевић (61.) Ђуричковић (90+1.)                 | Суперлига                    |
| 12. март 2017.      | Лучани, Србија          | 2.000     | Младост        | 2:0            | Леонардо (42.) Ђурђевић (75.)                                   | Суперлига                    |
| 18. март 2017.      | Београд, Србија         | 2.574     | Вождовац       | 4:0            | Ђурђевић (9, 62. пен.) Леонардо (44.) Миленковић (54.)          | Суперлига                    |
| 1. април 2017.      | Ниш, Србија             | 8.000     | Раднички Ниш   | 2:0            | Ђурђевић (70.) Леонардо (90+2.)                                 | Суперлига                    |
| 5. април 2017.      | Београд, Србија         | 1.000     | Вождовац       | 2:1            | Ђурђевић (80.) Леонардо (90.)                                   | Куп Србије                   |
| 8. април 2017.      | Београд, Србија         | 1.500     | Радник         | 2:1            | Јанковић (53.) Ђурђевић (78. пен.)                              | Суперлига                    |
| 13. април 2017.     | Нови Пазар, Србија      | 3.000     | Нови Пазар     | 3:1            | Ђурђевић (52.) Леонардо (71.) Јевтовић (90+2.)                  | Суперлига                    |
| 18. април 2017.     | Београд, Србија         | 27.000    | Црвена звезда  | 3:1            | Леонардо (21, 79.) Тавамба (68.)                                | Суперлига                    |
| 22. април 2017.     | Београд, Србија         | 15.000    | Војводина      | 1:0            | Ђурђевић (1.)                                                   | Суперлига                    |
| 26. април 2017.     | Нови Сад, Србија        | 7.000     | Војводина      | 0:0            |                                                                 | Куп Србије                   |
| 30. април 2017.     | Београд, Србија         | 10.000    | Напредак       | 3:1            | Јанковић (46.) Косовић (57.) Леонардо (74.)                     | Суперлига                    |
| 5. мај 2017.        | Ивањица, Србија         | 2.000     | Јавор Матис    | 2:1            | Ђурђевић (47, 55. пен.)                                         | Куп Србије                   |
| 10. мај 2017.       | Београд, Србија         | 22.256    | Војводина      | 1:0            | Ђурђевић (44.)                                                  | Куп Србије                   |
| 13. мај 2017.       | Београд, Србија         | -         | Вождовац       | 2:1            | Леонардо (47.) Ђурђевић (73. пен.)                              | Суперлига                    |
| 17. мај 2017.       | Ниш, Србија             | 15.000    | Раднички Ниш   | 3:1            | Леонардо (55.) Ђурђевић (58, 78.)                               | Суперлига                    |
| 21. мај 2017.       | Београд, Србија         | 26.785    | Младост        | 5:0            | Леонардо (18, 66.) Јевтовић (38.) Јанковић (70.) Косовић (81.)  | Суперлига                    |
| 27. мај 2017.       | Београд, Србија         | 20.000    | Црвена звезда  | 1:0            | Миленковић (42.)                                                | Куп Србије                   |

#### Пријатељске утакмице
| Датум              | Место            | Противник          | Резултат | Стрелци за Партизан                                                              |
| 23. јун 2016.      | Гњевине, Пољска  | АПОЕЛ              | 0:1      |                                                                                  |
| 28. јун 2016.      | Гњевине, Пољска  | Погон Лемборк      | 3:0      | Ђуричковић (43. пен.) Божинов (47.) Марјановић (63.)                             |
| 2. јул 2016.       | Гњевине, Пољска  | Лехија             | 3:0      | Балажиц (30.) Божинов (35.) Влаховић (69.)                                       |
| 2. јул 2016.       | Гњевине, Пољска  | Друтекс Битов      | 1:0      | Влаховић (35.)                                                                   |
| 6. јул 2016.       | Гњевине, Пољска  | Виторул            | 1:3      | Ђурђић (32. пен.)                                                                |
| 8. октобар 2016.   | Београд, Србија  | ПАОК               | 1:2      | Јовановић (70.)                                                                  |
| 11. новембар 2016. | Фелшут, Мађарска | Видеотон           | 0:1      |                                                                                  |
| 18. јануар 2017.   | Београд, Србија  | БСК Борча          | 6:1      | Ђурђевић (23, 33.) Јевтовић (37.) Стевановић (56.) Божинов (60.) Јовановић (78.) |
| 22. јануар 2017.   | Копар, Словенија | Копар              | 4:0      | Ђуричковић (5.) Ђурђевић (12, 36, 40.)                                           |
| 26. јануар 2017.   | Копар, Словенија | Горица             | 3:0      | Ђуричковић (56.) Михајловић (59. пен. 66.)                                       |
| 2. фебруар 2017.   | Лимасол, Кипар   | Кикерс Офенбах     | 1:2      | Ђилас (88.)                                                                      |
| 2. фебруар 2017.   | Лимасол, Кипар   | Корона Кјелце      | 2:0      | Ђурђевић (12.) Михајловић (14.)                                                  |
| 4. фебруар 2017.   | Лимасол, Кипар   | Атлантас           | 2:1      | Михајловић (67 пен.) Јовановић (80.)                                             |
| 6. фебруар 2017.   | Лимасол, Кипар   | Звезда Кропивницки | 4:0      | Јанковић (37.) Леонардо (54.) Ђурђевић (58, 64.)                                 |
| 8. фебруар 2017.   | Лимасол, Кипар   | Левски Софија      | 1:1      | Јовановић (69.)                                                                  |
| 11. фебруар 2017.  | Лимасол, Кипар   | Урал               | 2:0      | Леонардо (77.) Ђурђевић (88.)                                                    |
| 25. март 2017.     | Београд, Србија  | Радник Бијељина    | 2:0      | Тавамба (34.) Леонардо (59.)                                                     |

## Индивидуална статистика

### Суперлига
Играч сезоне
- Урош Ђурђевић

Најбољи тренер
- Марко Николић

Најбољи стрелац
- Урош Ђурђевић и  Леонардо – 24 гола

Идеални тим сезоне
- Мирослав Вулићевић
- Бојан Остојић
- Евертон Луиз
- Леонардо
- Урош Ђурђевић

Играч кола
- Леонардо – 7. коло
- Леонардо – 11. коло
- Урош Ђурђевић – 20. коло
- Леонардо – 21. коло
- Леонардо – 31. коло
- Леонардо – 33. коло